# Abrenuntiation
Abrenuntiation (latin abrenuntiatio "afsigelse", "afsværgelse", egentlig abrenuntiatio diaboli) er den del af den kristne dåb hvor den som skal døbes – eller ved barnedåb fadderne – afsværger sig djævelen og hans herredømme over menneskene.
Abrenuntiation indgår i de katolske og ortodokse dåbsritualer og i den danske folkekirkes, men blev 1811 taget ud af den svenske kirkes håndbog.
| Kristendom | Spire Denne artikel om kristendom er en spire som bør udbygges. Du er velkommen til at hjælpe Wikipedia ved at udvide den. |